# Стокгольмська громадська бібліотека

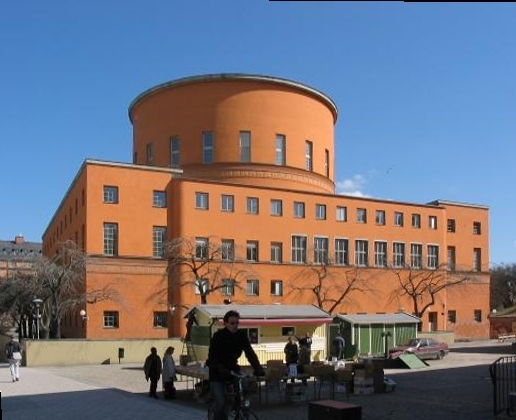
Стокгольмська громадська бібліотека

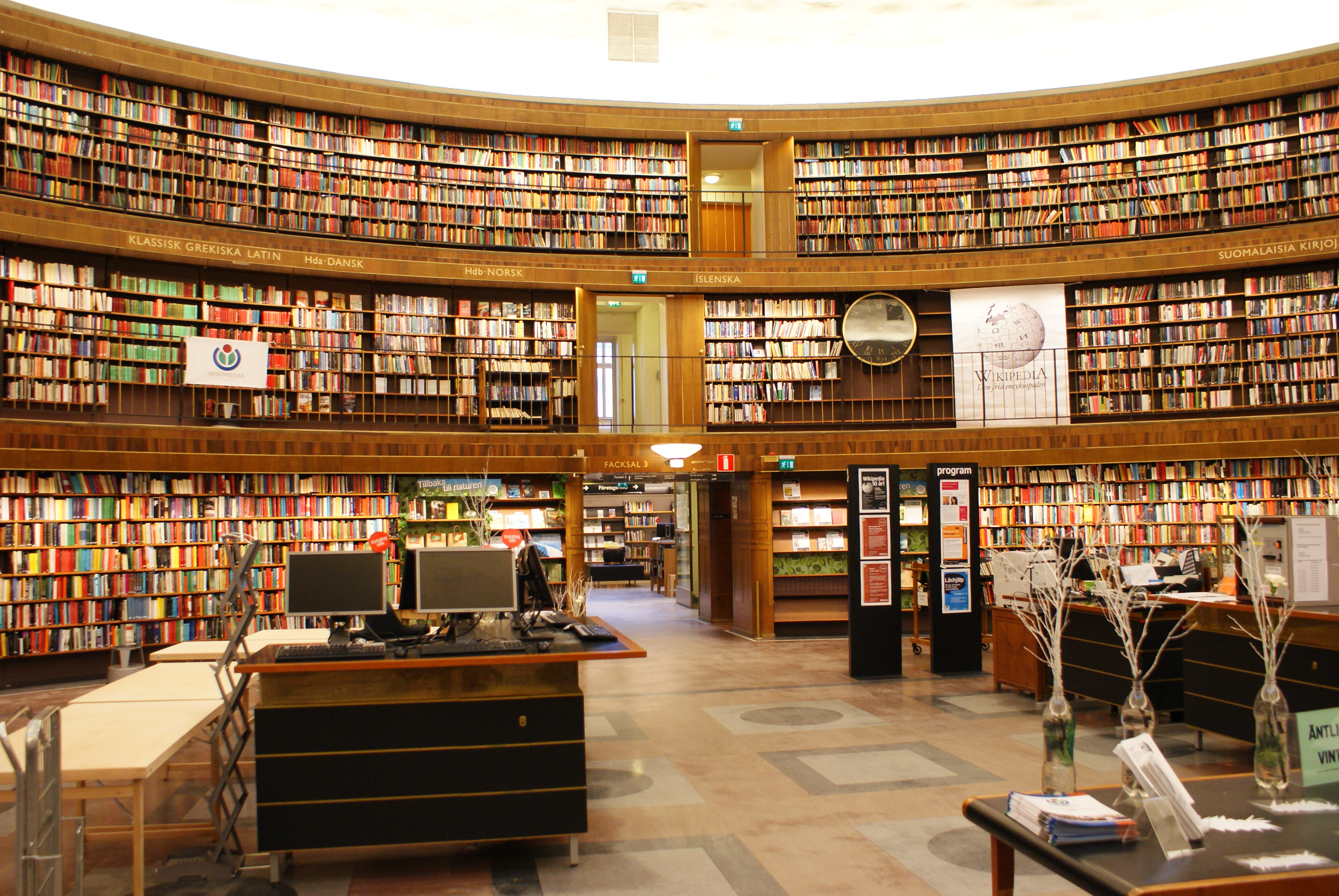
Інтер'єр бібліотеки

Стокгольмська громадська бібліотека (швед. Stockholms stadsbibliotek or Stadsbiblioteket) — перша публічна бібліотека столиці Швеції Стокгольм. Була спроєктована відомим шведським архітектором Ґуннаром Асплундом.
Побудована вона була в 1928 році й стала першою бібліотекою, доступною всім охочим. У бібліотеці на сьогодні зберігається 2 млн книг, написаних на 120 мовах. Бюджет становить понад 13 млн дол. США. Входить в мережу книгосховищ міста, яких у місті близько 40.
Тут існують спеціальні відділи для дітей, обставлені мініатюрними стелажами. Малюкам, у спеціальному залі показують візуалізацію відомих казок і оповідань.
Завдяки зрозумілим маркуванням і символам, читачі без проблем знаходять потрібний том на полицях довжелезних стелажів.
Відділ видачі видань використовує для обліку комп'ютерну програму.
Стокгольмська громадська бібліотека щоденно обслуговує близько 3 000 читачів.